# Číslo EC
Číslo EC (z anglického Enzyme Commision number) je numerické klasifikační schéma pro enzymy založené na chemických reakcích, které katalyzují. Každé EC číslo je doplněno doporučeným názvem reprezentovaného enzymu.
Čísla EC nespecifikují daný enzym, ale enzymem katalyzovanou reakci. Je tedy možné, pokud různé enzymy (například z různých organismů) katalyzují stejnou reakci, pak získají stejné číslo EC. Navíc, prostřednictvím konvergentní evoluce, zcela odlišně složené proteiny mohou katalyzovat stejnou reakci a je jim bylo přiřazeno stejné číslo EC. Naproti tomu identifikátory UniProt jednoznačně specifikují protein podle jeho aminokyselinové sekvence.

## Formát
Kód každého enzymu je složen z písmen "EC" následovaných čtyřmi čísly oddělenými čárkami. Tato čísla reprezentují progresivně přesnější klasifikaci enzymu. Například kód pro aminopeptidázu tripeptidu je "EC 3.4.11.4", jehož komponenty označují následující skupiny enzymů:
- EC 3 označuje hydrolázy
- EC 3.4 jsou hydrolázy působící na peptidových vazbách
- EC 3.4.11 jsou hydrolázy, které z polypeptidu odštěpují amino-terminální aminokyselinu
- EC 3.4.11.4 jsou ty, které odštěpují amino-terminální konec z tripeptidu

## Hlavní druhy enzymů
| Druhy               | Katalyzovaná reakce                                                                               | Typická reakce                                    | Příklady enzymu      |
| ------------------- | ------------------------------------------------------------------------------------------------- | ------------------------------------------------- | -------------------- |
| EC 1 Oxidoreduktázy | Oxidační a redukční reakce, přesun atomů vodíku a kyslíku nebo elektronů z jedné látky na druhou. | AH + B → A + BH A + O → AO                        | Alkoholdehydrogenáza |
| EC 2 Transferázy    | Přesun funkční skupiny z jedné látky na druhou.                                                   | AB + C → A + BC                                   | Kináza               |
| EC 3 Hydrolázy      | Vznik dvou produktů z jedné látky hydrolýzou.                                                     | AB + H2O → AOH + BH                               | Amyláza              |
| EC 4 Lyázy          | Nehydrolytická přidání nebo odstranění skupin z látky.                                            | RCOCOOH → RCOH + CO2 nebo [X-A+B-Y] → [A=B + X-Y] | Dekarboxyláza        |
| EC 5 Izomerázy      | Intramolekulární přesmyk, např. změna izomerizace v rámci jedné látky.                            | ABC → BCA                                         | Izomeráza            |
| EC 6 Ligázy         | Spojení dvou molekul vznikem nových vazeb C-O, C-S, C-N nebo C-C za současného rozpadu ATP.       | X + Y + ATP → XY + ADP + Pi                       | DNA ligáza           |
| EC 7 Translokázy    | Přesun iontů nebo molekul přes membrány a nebo jejich separaci uvnitř membrán.                    |                                                   | Na+/K+-ATPáza        |